# Victor Hugo

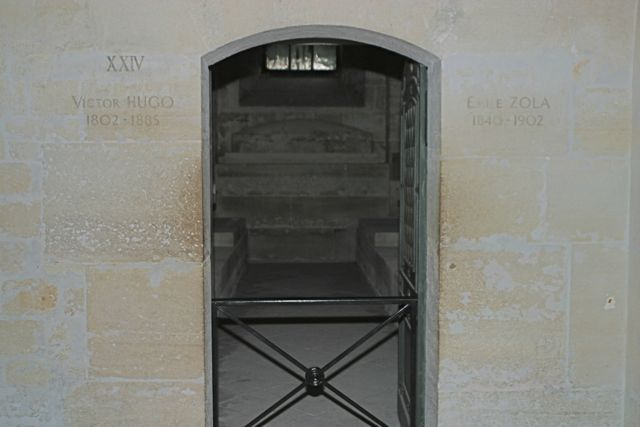
Victor Hugos och Émile Zolas gravkammare.

Victor Marie Hugo, född 26 februari 1802 i Besançon, död 22 maj 1885 i Paris, var en fransk författare, dramatiker och diktare, samt ledamot av Franska Akademien. Hugo är bland annat berömd för romanerna Ringaren i Notre Dame (1831) och Samhällets olycksbarn (1862). Victor Hugo var far till Charles och François Victor Hugo.

## Biografi

### Uppväxt och debut
Victor Hugo föddes 1802 som son till greve Joseph-Léopold-Sigisbert Hugo, major i Napoleons armé (senare general), och Sophie Hugo. Vid två års ålder skilde sig hans föräldrar, och han uppfostrades av sin mor i Paris. Fadern var officer, och deltog i Napoleonkrigen under fälttågen i Italien och Spanien. Victor Hugo var under en tid page vid hovet i Madrid, och vistelsen i Spanien torde ha haft viss betydelse för hans kommande diktning.
Hugos senare uppfostran i Paris blev mycket bristfällig, och han avbröt tidigt de matematiska studier som var tänkta att förbereda honom för École polytechnique, för att helt ägna sig åt litteraturen.
Redan vid 15 års ålder fick han Franska Akademiens pris för en dikt. Tillsammans med sina två bröder startade han tidskriften Le conservateur littéraire som kom ut mellan åren 1819-1821. Victor Hugos första bok, diktsamlingen "Odes et Poésies Diverses", publicerades 1822 och hans första roman, Han från Island ("Han d'Islande"), året därpå. Nya diktsamlingar följde 1824 och 1826.

### Giftermål och 1820-talet
1822 gifte sig Hugo med sin ungdomskärlek Adèle Foucher, dotter till en officer i det Franska Krigsministeriet, och hemmet blev snart en samlingspunkt för den unga krets romantiker som riktade sig mot den klassiska traditionen, "det andra cenaklet". Sin romantiska trosbekännelse gav Hugo i förordet till den annars misslyckade tragedin Cromwell (1827). Hugo deklarerar att dikten skall följa den mänskliga utvecklingen och återge verkligheten sådan den är, blanda skönt och fult och ha sinne för det groteska. Regelverken skall bort och poeten skall fritt följa sin inspiration och skänka liv. I diktsamlingen Les Orientales (1829) som inspirerades av det grekiska frihetskriget och den samtida franska målarkonsten, visar sig Hugos romantiska temperament tydligt. Österländsk färgprakt, frisk målarglädje, visionär fantasi utmärker dess fria, magnifika rytmer. Hugos dramatik fortsatte med Marion de Lorme (1828), vars hjältinna är den trofast älskande kurtisanen, och Hernani (1830, uppförd i Stockholm år 1833), en lyriskt mättad tragedi från Karl V:s Spanien. Med det senare verket slog den franska romantiken igenom, och under den kända premiären 25 februari 1830 uppstod ett regelrätt slagsmål mellan anhängare och motståndare till pjäsen.

### 1830- och 1840-talen
Hugo fortsatte med romanen "Ringaren i Notre Dame" (1831), en medeltidsskildring efter Walter Scotts mönster med suggestiv tidsfärg och livfulla masscener. I diktsamlingen Feuilles d'automne (1831) prisas hemmet och familjelivet i innerliga, borgerligt idylliska toner. Hugos dramatiska produktion fortsatte med Le rois s'amuse (1832), vilken senare omstöptes av Verdi, Lucretia Borgia (1833), Marie Tudor (1833, svensk översättning 1842), Ruy Blas (1838), Hugos mest lyckade pjäs, och Les Burgraves (1843), som gjorde totalt fiasko.
Av Hugos diktsamlingar utkom närmast Chants de crépuscule (1835), med politisk satir omväxlad med hyllningar av nationens stora minnen, bland annat Napoleontidens, Les voix intérieures (1837) och Les rayons et les ombres (1840). Han invaldes 1841 i Franska Akademien och blev 1845 pär av Frankrike.
År 1843 drunknade Hugos dotter Léopoldine tillsammans med sin man. Efter denna händelse slutade Hugo skriva totalt, och återvände först efter flera år till samhället, till en början bara i det politiska livet.
Viss tröst fick Hugo i det utomäktenskapliga förhållandet med den unga kvinnan Léonie d'Aunet, som han träffade samma år som dottern omkom. Léonie d'Aunet var gift med konstnären François-Auguste Biard, som den 5 juli 1845 tog de båda älskande på bar gärning i ett hotellrum. Léonie d'Aunet dömdes till två månaders fängelse och skildes därefter från sin man. Förhållandet med Hugo, som även hade andra romantiska förbindelser, fortsatte.

### Revolution till 1860-talet
Februarirevolutionen 1848 blev startskottet för Hugos aktiva deltagande i politiken. Han invaldes i konstituerade församlingen och grundade tidningen L'avènement, som skulle stödja Hugos kandidatur till presidentposten.
Efter Louis Napoléons val till president räknade Hugo med att bli utsedd till utrikesminister. Detta slog dock helt fel, främst på grund av hans fullständiga opålitlighet. Efter Louis Napoléons statskupp och utropande till kejsare under namnet Napoleon III, var Hugo så komprometterad att han tvingades i landsflykt.
Hugo bosatte sig först i Bryssel, varifrån han förvisades till ön Jersey. Till sist tillbringade han en tid på ön Guernsey. Han poserade nu inför världen som politisk martyr och skrev hätska och missvisande skrifter och pamfletter såsom L'histoire d'un crime (1877) och Napoléon le petit (1852, svensk översättning samma år), samt diktsamlingen Les châtiments (1853), fylld av oresonliga smädelser och mäktigt hat. 
Med diktsamlingen Les contemplations (1856) återvände han till den egentliga lyriken. I La légende des siècles (1859, 1877 och 1883) ville Hugo åstadkomma en episk-filosofisk dikt om mänsklighetens utvecklingshistoria. Hugo skrev vidare romanerna Les misérables (1862), Les travailleurs de la mer (1866) och L'homme qui rit (1869). Hugo byggde dessa demokratiskt färgade samtidsromaner på samma antitesverkan som sina dramer.

### Krig och sista år
Mitt under fransk-tyska kriget 1870 återvände Hugo i triumf till Paris. Han besjöng belägringen och Pariskommunen i L'année terrible (1872). Senare blev han senator men gjorde sig åter omöjlig som politiker. Eftersom han betraktades som Frankrikes främste författare kom han dock att prisas för sina insatser. Bland Hugos senare verk märks romanen Quatre-vingt-treize (1877), diktsamlingen L'art ^d'être grand-père (1877), samt de av en slags ockultistisk religiositet färgade poetiska verken La pitié suprême (1879), Religions et religion (1879) och Les quatre vents de l'esprit (1881).
Hugo dog i Paris 1885. Han förärades med statsbegravning, ett bevis på den stora popularitet Hugo hade i alla samhällets läger. Vid hans begravning var två miljoner människor närvarande. Han begravdes som han hade önskat i Panthéon, begravningsplatsen för många berömda fransmän, på statens bekostnad.

## Franska Akademien och författarförening
Mellan år 1841 och 1885 satt Hugo på stol 14 i Franska Akademien.
Hugo irriterade sig över samtidens många piratförlag, och skapade därför 1878 Association Littéraire et Artistique Internationale för att värna författarnas upphovsrätt.

## Betydelse och i kulturen
Hugo anses vara den störste författaren inom fransk romantik. Hugo skrev inte bara i romantisk stil, utan även verk som kan sorteras in under realism, en litterär riktning som började vinna mark under 1830-talet.
Victor Hugos mest kända verk anses vara Ringaren i Notre Dame (Notre Dame de Paris), och den historisk-romantiska samtidsskildringen Samhällets olycksbarn (Les Misérables), från 1862. Pjäsen "Le Roi s'amuse" (1832, sv. Kungen roar sig, 1884) förbjöds av censuren, men blev underlag till Verdis opera Rigoletto.
Victor Hugo är ett av de mera framstående helgonen i den vietnamesiska religionen Cao Dai.

## Utmärkelser
- Victor Hugo har en krater uppkallad efter sig på planeten Merkurius, Hugokratern.[12]

- Asteroiden 2106 Hugo är uppkallad efter honom.[13]

- Riddare av Hederslegionen,  1825[14]
- Officer av Hederslegionen,  1837[15][16]

[Redigera Wikidata]